# 49382 Lynnokamoto
49382 Lynnokamoto este o planetă minoră (asteroid), cu un diametru de 6,719 km, din centura de asteroizi. A fost descoperită pe 12 decembrie 1998 la Goodricke-Pigott Observatory⁠(d) de Roy A. Tucker⁠(d) și a fost numită după Lynn Okamoto⁠(d). 
Obiectul prezintă o orbită caracterizată de o semiaxă mare de 2,6619014012671 UAi, o excentricitate de 0,16, o înclinație de 11 ° în raport cu ecliptica.